# Leyland Landtrain
Leyland Landtrain — вантажівка, випущена у 1980-х роках компанією British Leyland. Розроблений для експортних ринків Африки, Азії, Латинської Америки та Близького Сходу, він був особливо популярним у Нігерії, Кенії та Зімбабве. Landtrain був розроблений для використання в районах з обмеженою інфраструктурою, де дороги можуть бути нерівними та не вистачає пального. Він оснащувався чотирма різними двигунами та вироблявся з трьома різними повними вагами автомобіля (GVW), 19 тонн (19 довгих тонн; 21 коротка тонна), 30 т (30 довгих тонн; 33 короткі тонни) і 36 т (35 довгих тонн; 40 коротких тонн)
Landtrain випускався як двовісний 4x2 і тривісний 6x4 з жорсткою коробкою передач і 6x4 тягач. Вантажівка вироблялася на заводі Leyland у Вулвергемптоні між 1980 і 1982 роками, після чого виробництво було переміщено в Батгейт, а потім, нарешті, у Вотфорд у 1984 році. Комплекти експортувалися з цих заводів на заводи Leyland в Ібадані, Нігерія, і Тіка, Кенія, де вони були зібрані. Виробництво вантажівки припинилося в 1987 році після злиття Leyland з голландською компанією DAF.